# Жеребцов, Василий Григорьевич
Василий Григорьевич Жеребцов (1915-1943) —  советский офицер-пехотинец в Великой Отечественной войне, Герой Советского Союза (17.10.1943). Майор (1942).

## Биография
Василий Жеребцов родился 8 марта 1915 года в селе Журавка (ныне — Еланский район Волгоградской области). Окончил среднюю школу, затем учился в Саратовском педагогическом институте. 
В 1934 году Жеребцов был призван на службу в Рабоче-крестьянскую Красную Армию. Проходил службу в войсках НКВД СССР: сначала во внутренних войсках, а затем в пограничных войсках. Участвовал в Хасанских боях 1938 года. В 1938—1940 годах служил в морском пограничном отряде в Магадане. В начале 1941 года окончил курсы усовершенствования политсостава при Харьковском кавалерийском пограничном училище НКВД СССР имени Ф. Э. Дзержинского, после чего продолжал службу на Украине. 
С июня 1941 года — на фронтах Великой Отечественной войны. В 1941 году воевал заместителем комиссара 28-го мотострелкового полка 8-й мотострелковой дивизии войск НКВД (в мае 1942 дивизия была передана в РККА и стала именоваться 63-й стрелковой дивизией). В ней воевал на Юго-Западном, Сталинградском, Донском, Воронежском фронтах. В 1942 году участвовал в Сталинградской битве в должности заместителя начальника политотдела 63-й стрелковой дивизии 21-й армии и в звании батальонного комиссара. После капитуляции армии Паулюса по личной просьбе переведён на командную работу и направлен на учёбу на курсы подготовки командиров стрелковых полков. Окончил их в мае 1943 года.  
После их окончания и кратковременной службы в штабе назначен заместителем командира по строевой части 987-го стрелкового полка 226-й стрелковой дивизии 24-го стрелкового корпуса 60-й армии Центрального фронта. В этом полку участвовал в Курской битве. 
В конце августа 1943 года заместитель командира по строевой части 987-го стрелкового полка 226-й стрелковой дивизии 24-го стрелкового корпуса 60-й армии Центрального фронта майор Василий Жеребцов особо отличился в Черниговско-Припятской операции.
29 августа 1943 года Жеребцов во главе группы из двух батальонов полка организовал прорыв немецкой обороны, в результате чего были освобождены сёла Сонычь и Бачевск Глуховского района Сумской области Украинской ССР. В образовавшийся прорыв были введены основные силы, которые за последующие двое суток продвинулись на 45 километров к западу. Вечером того же дня Жеребцов погиб в бою. Похоронен в селе Широкое Глуховского района. Изначально за тот бой Жеребцов был представлен командиром корпуса к ордену Отечественной войны 1-й степени, но по решению генералов Черняховского и Рокоссовского представление было изменено.
Указом Президиума Верховного Совета СССР от 17 октября 1943 года за «успешное форсирование реки Днепр севернее Киева, прочное закрепление плацдарма на северном берегу реки Днепр и проявленные при этом отвагу и геройство» майору Василию Григорьевичу Жеребцову посмертно присвоено звание Героя Советского Союза. Также был награждён орденами Ленина (17.10.1943, посмертно), Красной Звезды (9.01.1943), медалями «За отвагу» (14.07.1942) и «За оборону Сталинграда» (1943).
Памятник Жеребцову установлен в Елани. В его честь названа школа в Журавке, на её здании установлена мемориальная доска.